# Abbaye Saint-Martin de Trèves
L'abbaye Saint-Martin est une ancienne abbaye, probablement fondée au VIe siècle, à Trèves. Elle pourrait venir d'une église construite par Martin de Tours au IVe siècle. Au plus tard au Xe siècle, l'abbaye est occupée par des moines de l'Ordre de Saint-Benoît, elle devient l'une des plus grandes abbayes de la ville et est dissoute en 1802 pendant la domination napoléonienne.
L'aile ouest du bâtiment de l'abbaye et un nouveau bâtiment moderne sont maintenant utilisés comme l'une des six résidences étudiantes de Trèves.

## Histoire
Selon la tradition, Martin de Tours vient plusieurs fois à Trèves, la première fois en 371 peu après son ordination épiscopale. Il aurait soigné le serviteur possédé par le diable du proconsul de Trèves Tetradius, après quoi Tetradius se convertit à la foi chrétienne et en 385, il donne sa maison aux portes de la ville, « afin que Martin puisse y établir une église en l'honneur de la Sainte-Croix ». Sur le site de la Moselle, qui devait rester en dehors des murs de la ville pendant des siècles, Martin lui-même aurait fondé une chapelle où des sépultures chrétiennes ont également lieu.
En réalité, dans le cadre du différend sur l'inculpation et l'exécution de l'évêque hérétique Priscillien, Martin vient voir à plusieurs reprises l'empereur romain Magnus Maximus à Trèves, notamment en 386. De plus, en 1943, lors des fouilles d'un abri antiaérien sur le terrain de l'abbaye Saint-Martin, on découvre les sols et les murs d'un grand bâtiment résidentiel romain du IVe siècle. Vers 400, un mur est construit pour séparer une pièce à des fins religieuses. Il y a des tombes avec des objets funéraires du IVe siècle au VIe siècle. Alors que la tradition avec ses détails légendaires ne peut pas être prouvée, les découvertes parlent avec une certaine probabilité en faveur d'une fondation de l'église originale par Martin lui-même.
Au cours des invasions barbares du Ve siècle, cette église dédiée à la Sainte Croix est dévastée. Vers 587, l'évêque Magnéric de Trèves fait bâtir une église des martyrs, qui devient plus tard l'abbaye. Des informations fiables sur la présence de bénédictins au moment de l'épiscopat de Magnéric ne sont pas connues. Magnéric est enterré dans l'église Saint-Martin.
En avril 882, l'abbaye est au moins partiellement détruite lors des invasions des Normands. En 899, l'archevêque Radbod de Trèves nomme l'abbé Réginon qui est exclu de l'abbaye de Prüm, abbé de Saint-Martin et le charge de reconstruire le monastère. Après la mort de Radbod en 915, Saint-Martin et d'autres monastères de la région de Trèves deviennent la propriété du duc Gislebert de Lotharingie. 
L'archevêque Théodoric réussit à recouvrer les droits de l'église de Trèves en 975. Le couvent est élu librement. La même année, un acte d'Otton II du Saint-Empire confirme l'abbaye restaurée de Saint-Martin et la prend sous sa protection. Le prédécesseur de Théodoric, l'archevêque Henri (de) (956-964), prive l'abbaye de quatre-vingts manses et les confie aux chanoines après l'expulsion des moines. En 975, les possessions de l'abbaye appartiennent à l'église Saint-Victor (détruite en 1443) avec tous les dépendances : Lorich (Lorchen) et Sirzenich (Sarceni), les dommaines d'Irsch (Erche), Hockweiler (Hocuuilre), Korlingen (Corlanch) et Ockfen (Occava). L'archevêque Hillin de Falmagne fait don en 1168 à l'abbaye de terres à Wehlen, Graach et Zeltingen et confirme tous les droits. En plus des possessions déjà mentionnées en 975, on recense le village de Pallien, trois manses à Pfalzel, une à Wiltingen, une à Lonebach, une à Dudeldorf et diverses petites possessions.
Au Xe siècle, l'évangile de Strahov (de) est une possession de l'abbaye, elle est alors révisée et illustrée par le Maître du 'Registrum Gregorii.
Après la construction de l'église abbatiale à la fin du XIe siècle, suit  l'apogée économique du monastère jusqu'au XIIIe siècle. Le mur médiéval de la ville de Trèves est construit jusqu'au monastère, et la porte Saint-Martin est construit dans son voisinage immédiat.

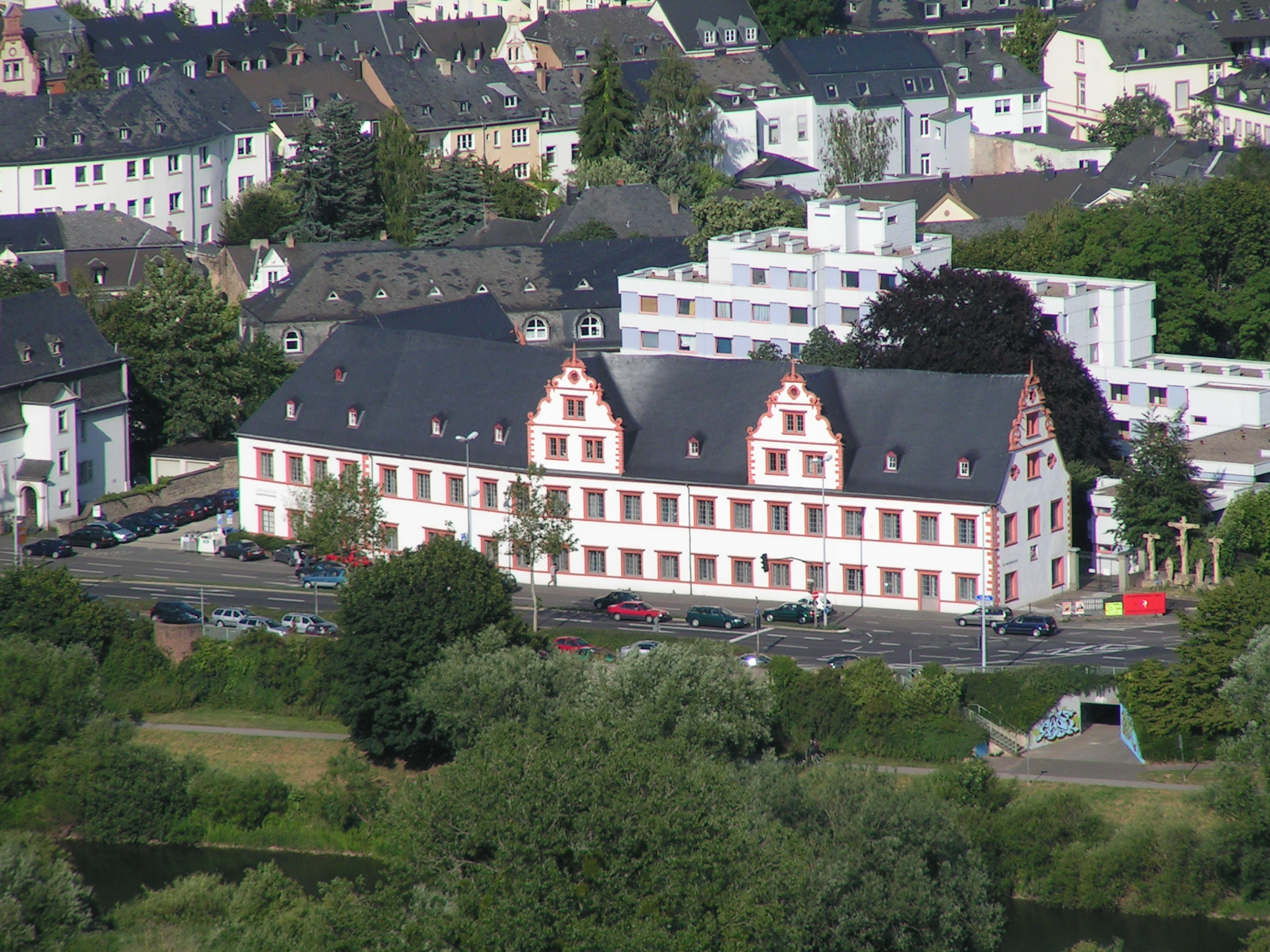
L'aile occidentale de l'abbaye Saint-Martin en 2004

Pendant les siècles suivants, le monastère est continuellement agrandi : un dortoir en 1506, l'aile ouest du bâtiment de l'abbaye avec la façade maniériste en 1626, extension en 1735.
Au moment de la Révolution française, Trèves est occupée le 9 août 1794 par les troupes révolutionnaires françaises. De 1797 à 1801, la rive gauche du Rhin fait partie de la République française. Le 15 mars 1802, Jacques de Besson, préfet du département de la Sarre, décrète la dissolution de l'abbaye et la confiscation de tous les biens. Les six moines sont expulsés. En 1804 on met en vente aux enchères le monastère, l'église et des bâtiments, comme le dortoir, sont démontés. Dans ce qui reste de l'aile occidentale, Christian Deuster installe une manufacture de porcelaine, le four est dans la crypte. En 1813, la manufacture est abandonnée et, après le retour de Trèves dans la Prusse en 1815, rouverte en 1816 par Peter Marx puis fermée en 1824.
Aujourd'hui, seule l'aile ouest du bâtiment de l'abbaye dans le style de la fin de la Renaissance est préservée. En outre, la copie de la crucifixion de style gothique tardif (1498) est érigée, dont l'original est dans l'église Saint-Paul (de). La cour de l'abbaye à Pallien, située juste en face de l'autre côté de la Moselle, et la cour de l'abbaye à Ockfen sont également conservées.
En 1972, l'aile ouest du bâtiment de l'abbaye du XVIIe siècle est entièrement réaménagée après une longue période de vacance et transformée en une résidence étudiante avec un nouveau bâtiment érigé la même année. Le nouveau bâtiment est en forme de fer à cheval face à l'ancien bâtiment droit, de sorte qu'entre les bâtiments il y ait une cour intérieure qui abrite un hêtre (classé monument naturel).